# Uśmiech (singel Voo Voo)
Uśmiech to singel zespołu Voo Voo i muzykującej rodziny Trebunie Tutki pochodzący z albumu Tischner (określanej mylnie na okładce singla tytułem Colloquia Tischneriana czyli tak jak płyta ta miała nazywać się pierwotnie).

## Lista utworów
- "Uśmiech" 3:18

Nagrań dokonano w studio S3 i S4 Radia Kraków.
Muzyka: Karim Martusewicz
Tekst: Roman Kołakowski
Realizacja nagrań i mix: Piotr "Dziki" Chancewicz, Sławomir Gładyszewski - Media Studio.
Asystent: Wojtek Gruszka